# 1ª Divisão 2019-2020 (hockey su pista)
La 1ª Divisão 2019-2020 è stata l'80ª edizione del torneo di primo livello del campionato portoghese di hockey su pista. La competizione, che aveva avuto inizio il 12 ottobre 2019, fu sospesa nel marzo del 2020 a causa della pandemia di COVID-19; il titolo non fu aggiudicato.

## Stagione

### Formula
La 1ª Divisão 2019-2020 vide ai nastri di partenza quattordici club; la manifestazione fu organizzata con un girone all'italiana, con gare di andata e ritorno per un totale di 26 giornate: erano assegnati tre punti per l'incontro vinto e due punti a testa per l'incontro pareggiato, mentre non ne era attribuito uno solo per la sconfitta. Al termine del campionato la squadra prima classificata venne proclamata campione del Portogallo. Le squadre classificate dal dodicesimo al quattordicesimo posto retrocedettero direttamente in 2ª Divisão, il secondo livello del campionato.

## Classifica finale
|  | Pos. | Squadra         | Pt | G  | V  | N | P  | GF  | GS  | DR  |
|  | ---- | --------------- | -- | -- | -- | - | -- | --- | --- | --- |
|  | 1.   | Benfica         | 49 | 19 | 16 | 1 | 2  | 95  | 45  | +50 |
|  | 2.   | Sporting CP     | 46 | 19 | 15 | 1 | 3  | 83  | 43  | +40 |
|  | 3.   | Oliveirense     | 44 | 19 | 14 | 2 | 3  | 95  | 57  | +38 |
|  | 4.   | Porto           | 42 | 19 | 13 | 3 | 3  | 122 | 53  | +69 |
|  | 5.   | Barcelos        | 37 | 19 | 11 | 4 | 4  | 92  | 82  | +10 |
|  | 6.   | Braga           | 28 | 19 | 8  | 4 | 7  | 66  | 64  | +2  |
|  | 7.   | Turquel         | 25 | 19 | 7  | 4 | 8  | 57  | 66  | -9  |
|  | 8.   | Sanjoanense     | 22 | 19 | 7  | 1 | 11 | 73  | 81  | -8  |
|  | 9.   | Riba De Ave     | 20 | 19 | 6  | 2 | 11 | 67  | 96  | -29 |
|  | 10.  | Valongo         | 19 | 19 | 6  | 1 | 12 | 64  | 83  | -19 |
|  | 11.  | Juventude Viana | 17 | 19 | 4  | 5 | 10 | 64  | 73  | -9  |
|  | 12.  | Paço de Arcos   | 16 | 19 | 5  | 1 | 13 | 54  | 91  | -37 |
|  | 13.  | Tigres          | 13 | 19 | 4  | 1 | 14 | 53  | 103 | -50 |
|  | 14.  | Fisica          | 5  | 19 | 1  | 2 | 16 | 43  | 91  | -48 |

Legenda:
      Campione del Portogallo e ammessa all'Eurolega 2020-2021.
      Ammesse all'Eurolega 2020-2021.
      Ammesse alla Coppa WSE 2020-2021.
      Retrocesse in 2ª Divisão 2020-2021.
Note:
Tre punti a vittoria, uno a pareggio, zero a sconfitta.